# Хантер, Джон (хирург)
Джон Хантер (13 февраля 1728 — 16 октября 1793) — шотландский хирург, считавшийся одним из самых выдающихся учёных и хирургов своего времени. Он был сторонником тщательных наблюдений за больными и применения научных методов в медицине. Лондонское Хантерианское общество названо в его честь. Он был женат на Энн Хантер, поэтессе.

## Биография
Родился в Лонг-Кардевуд, был третьим ребёнком в семье. Его старшим братом был выдающийся анатом Уильям Хантер. В детстве не выказывал особых талантов и помогал зятю в столярной мастерской. В 1771 году женился на Энн Хантер.
В возрасте 20 лет он посетил Уильяма в Лондоне, где тот стал учителем анатомии, и начал с 1748 года помогать ему при вскрытиях, а затем, заинтересовавшись медициной, под его руководством начал собственную практику, в скором времени пройдя путь от ассистента хирурга до хирурга и военного хирурга.
Хантер внёс огромный вклад в медицину по целому ряду направлений — от изучения огнестрельных ранений и болезней зубов до понимания механизма пищеварения. Вместе с тем он совершил и ряд серьёзных научных ошибок. В частности, он полагал, что представители негроидной расы имеют белых предков, а цвет их кожи объясняется длительным нахождением под солнцем, приводя в качестве доказательств тот факт, что солнечные ожоги и волдыри делают белого похожим на негра. Также он считал, что сифилис и гонорея вызываются одним и тем же возбудителем; он, следуя традициям врачей своего времени, даже провёл опыт на себе, сделав себе прививку гонореи иглой, которая уже была заражена сифилисом, о чём он не знал, и когда Хантер заболел обеими болезнями, он посчитал свою ошибочную теорию верной, а из-за его высокой репутации развитие истинных знаний об этих болезнях затормозилось.
По некоторым оценкам, биография Д. Хантера вдохновила писателя Хью Лофтинга на создание образа доктора Дулиттла.
Умер в 1793 году от сердечного приступа во время спора со студентами в больнице Св. Георгия.

## Награды
- медаль Копли (1787)